# Португальська Ост-Індійська компанія
Португальська Ост-Індійська компанія (порт. Companhia do commércio da Índia або Companhia da Índia Oriental) — проіснувала всього 5 років, з 1628 по 1633, колоніальна компанія з великою державною участю, якій іспано-португальська корона надала монополію на торгівлю прянощами з Індійським океаном.
На відміну від країн Північної Європи, в Іспанії та Португалії торгівля з колоніями розглядалося як справа державної ваги, наслідком чого було встановлення державної монополії на такого роду торгівлю. Колоніальними справами завідував Індійський торговий дім, який практично щорічно споряджав на схід т. зв. індійські армади. До кінця XVI століття Португальській імперії, що втратила державний суверенітет та перейшла в руки іспанських Габсбургів, ставало все важче витримувати конкуренцію з боку приватних Ост-Індійських компаній з Голландії та Англії. Місцеві меркантилісти заради залучення капіталу в торгівлю запропонували створити приватну компанію за образом та подобою голландської. Незважаючи на протидію багатьох високопоставлених сановників, король за порадою міністра Олівареса погодився на цей експеримент. Однак компанія виявилася збитковою і вже через 5 років була закрита.